# Sotto pressione (film 2002)
Sotto pressione (Cabin Pressure) è un film per la televisione canadese del 2002 diretto da Alan Simmonds.

## Trama
L'ex pilota della Marina congedato con disonore Peter Dewmont insieme all'ex moglie Reece Robbins e a un tecnico devono correre contro il tempo per trovare il criminale nonché ingegnere appena licenziato Gabriel Wingfield che ha bloccato i comandi di un aereo che sta per compiere il suo viaggio inaugurale.